# Eisennitride
Eisennitride sind anorganische chemische Verbindungen des Eisens aus der Gruppe der Nitride. Es sind mit Dieisennitrid Fe2N, Trieisennitrid Fe3N (genauer Fe3N1+x), Tetraeisennitrid Fe4N und Stickstoffmartensit α´´-Fe16N2 sowie FeN mehrere Eisennitride bekannt.

## Vorkommen
Tetraeisennitrid kommt in der Natur als Mineral Roaldit, Trieisennitrid als Mineral Siderazot vor.

## Gewinnung und Darstellung
Eisennitride können durch Reaktion von Eisen mit Ammoniak bei 350 bis 550 °C gewonnen werden. Das entstehende Produkt entspricht in seiner Zusammensetzung der Formel Fe2N und stellt die orthorhombische γ´-Modifikation dar, die einen sehr schmalen Homogenitätsbereich aufweist.
{\displaystyle \mathrm {4\ Fe+2\ NH_{3}\longrightarrow 2\ Fe_{2}N+3\ H_{2}} }
Öfters wird jedoch bei ähnlicher Herstellung auch das Auftreten einer hexagonalen ε-Phase mit geringerem Stickstoffanteil etwa entsprechend Fe3N beobachtet. Das Produkt geht beim Erhitzen im Vakuum bei etwa 500 °C unter Abgabe von Stickstoff zunächst in die ε-Phase, dann in Fe4N über.

## Eigenschaften
Eisennitride sind graue bis schwarze Pulver von metallartigem Charakter. ζ-Fe2N (CAS-Nummer: 12023-20-0) hat eine Dichte von 6,35 g·cm−3 und besitzt eine orthorhombische Kristallstruktur mit der Raumgruppe Pbcn (Raumgruppen-Nr. 60) (a = 444 pm, b = 554 pm, c = 484 pm). Die ε-Modifikation Fe3N (CAS-Nummer: 12023-51-7) hat eine Dichte von 7,36 g·cm−3 und besitzt eine hexagonale Kristallstruktur mit der Raumgruppe P6322 (Nr. 182) (a = 270 pm, c = 437 pm). Fe4N (CAS-Nummer: 12023-64-2) hat eine Dichte von 6,57 g·cm−3 und besitzt eine Kristallstruktur mit kubisch dichtester Packung der Eisenatome und der Raumgruppe P43m (Nr. 215) (a = 379,5 pm).

## Verwendung
Eisennitride bilden sich bei der Oberflächenvergütung (Härtung) von Stahl. Der entsprechende Prozess wird als Nitrieren (chemisch korrekt: Nitridieren) bezeichnet.
Eisen-Stickstoffverbindungen können auch sehr starke Permanentmagnete ausbilden. Diese gelten als mögliche Alternative zu den heute teuren Seltenerdmagneten. Hierbei müssen jedoch Nanopartikel dargestellt werden.